# 平野館
平野館（ひらのやかた）は、栃木県矢板市大字平野中坪にあった日本の城（平山城、城館）。平安末期築城。文禄4年（1595年）2月8日廃城。別称として平野城。

## 沿革
平安時代の末期、塩谷郡一帯を支配した堀江氏（源姓塩谷氏）の重臣平野三郎兼虎の居館跡と伝承される。この館を中心に三千町の領地を支配したと伝わるが、信憑性は不明である。居館は、寺山観音寺や塩原に抜ける道の要所に築かれており、街道を支配し、領地を守る役割があった。その後、代々、平野の土豪平野氏の居館となる。
宇都宮氏家臣書上帳によれば、平野の支配として平野大膳亮、平野安藤太の名が見えるが、平野大膳亮については不明だが、平野安藤太については、那須記にその名が見える戦国末期の武将平野安藤太正勝であり、塩谷氏の重臣として活躍したが、塩谷氏の改易と共に城は廃城となった。

## 平野氏の出自について
平野氏の出自については、那須記によれば、藤原武智麻呂の五男巨勢麻呂の十二代の子孫平野上総守承仁の次男永秀が下野に住み、その二十一代後の子孫が正勝であるとしているが、この信憑性については不明である。

## 平野氏の勢力
平野氏が支配した平野は、江戸時代でも480石程度の小さな郷で、石高から単純計算すると、戦国末期の平野氏勢力は、人口にして400～500人、10騎前後の旗本と20～30騎の兵力を支配する小豪族であったと考えられるが、但し、同じ平野には、同じく塩谷氏の重臣である大沢氏の領地と館があり、実際の勢力は、もう少し小さかったものと考えられる。

## 平野館の現在
平野館の遺構は、明治末期まで土塁が存在していたが、耕地開発により完全に消滅し、現在は、その地形に城跡の名残を見る事が出来る程度である。二つの川の合流地点に城は築かれてあり、これが天然の水堀として機能していたものと考えられている。

## 参考資料
- 矢板市史
- 塩谷朝業